# Stâlpul Tătar
Stâlpul Tătar este un monument istoric aflat pe teritoriul orașului Cavnic.
Invazia tătarilor a fost oprită în Cavnic, cu ajutorul țăranilor din Surdești, monumentul fiind ridicat ca un simbol a respingerii invaziei. In amintirea faptului vitejesc s-a ridicat un obelisc din piatra, inalt de 7,2 metri, pe care se afla sapata inscriptia "Anno 1717 usque hic fuerunt tartari. "(In anul 1717, pana aici au ajuns tatarii"). Monumentul se afla in cartierul Erstiol si e cunoscut sub numele de Piatra Tatarilor sau Piatra Scrisa.

## Imagini

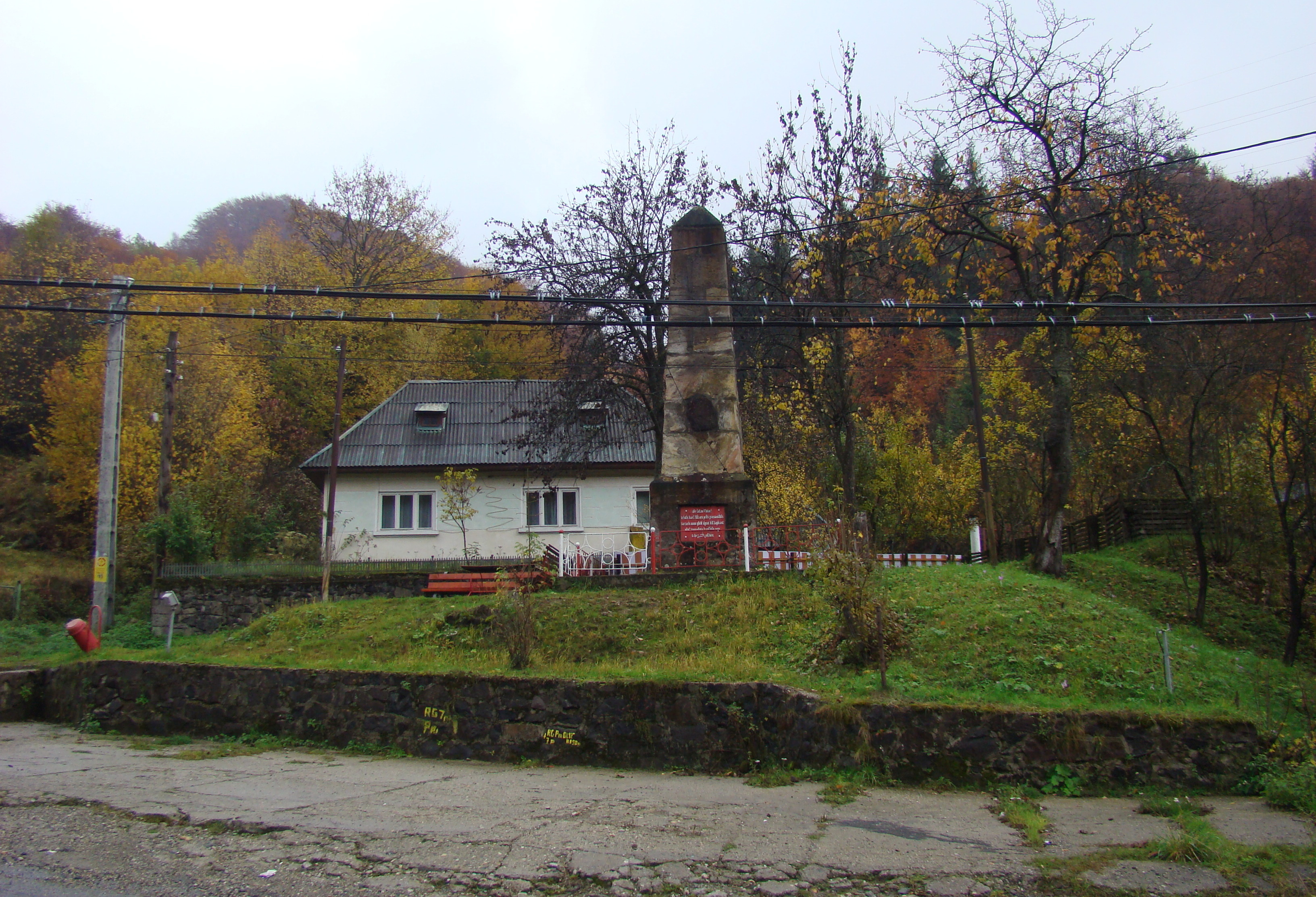
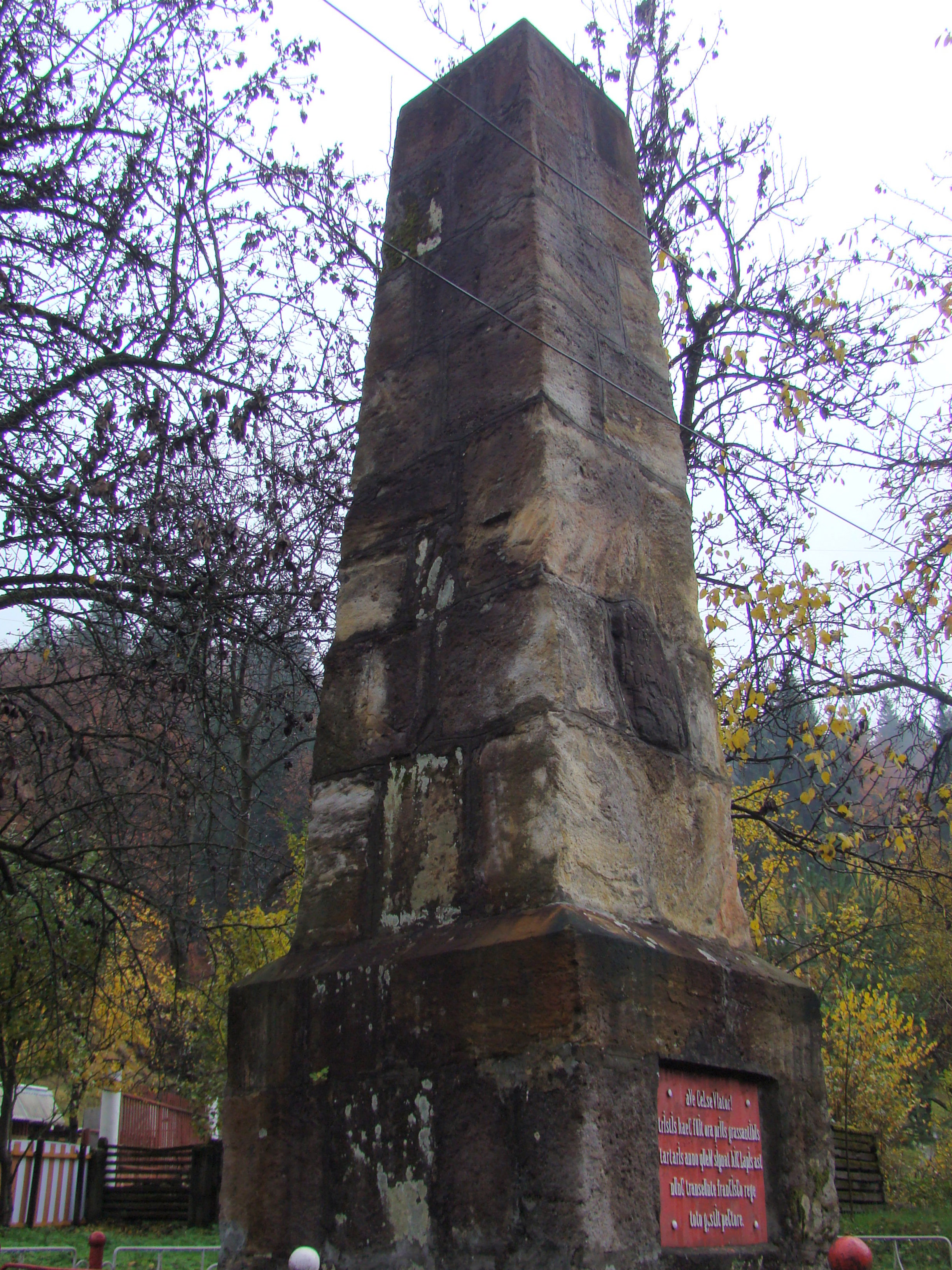
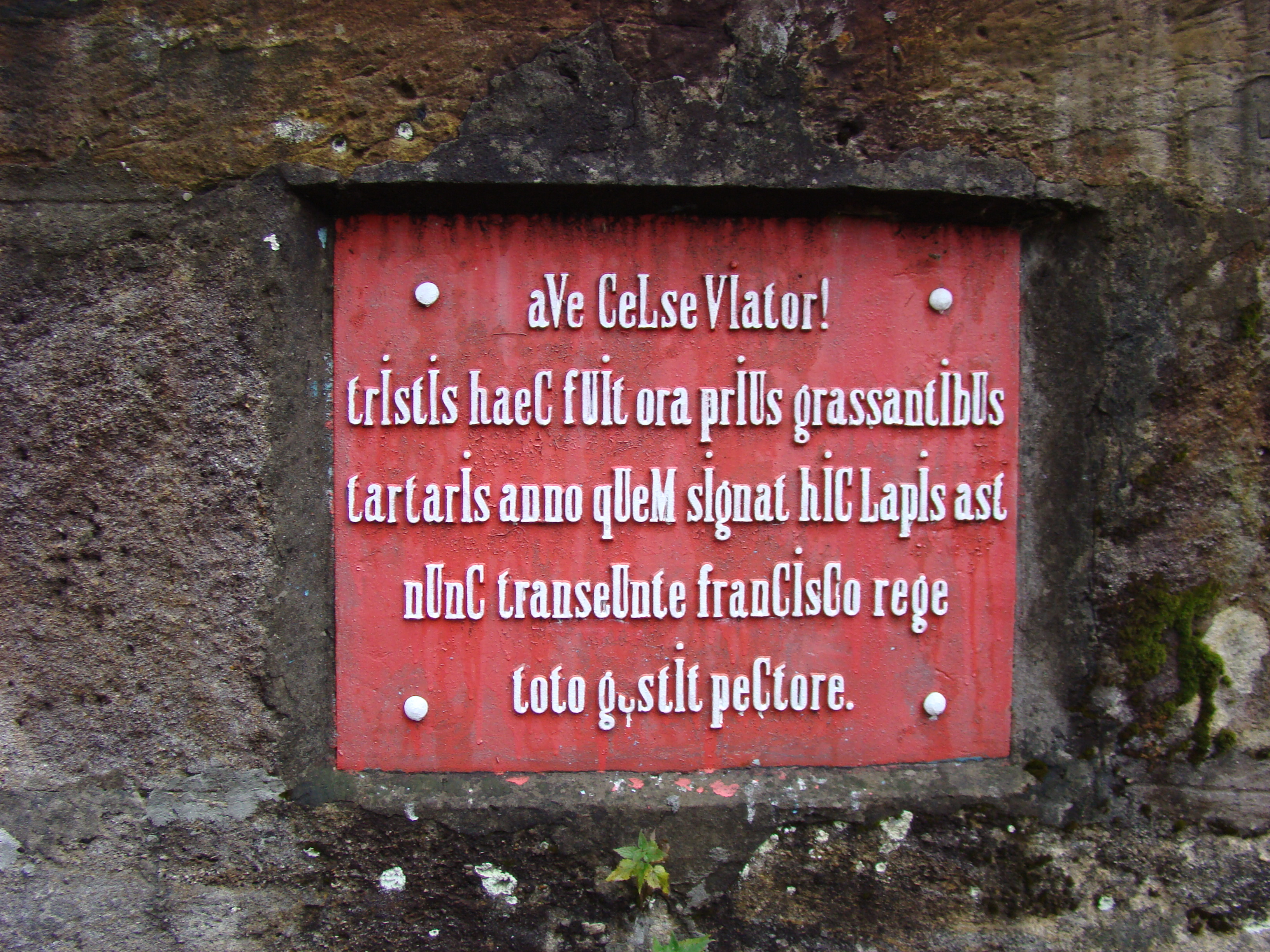
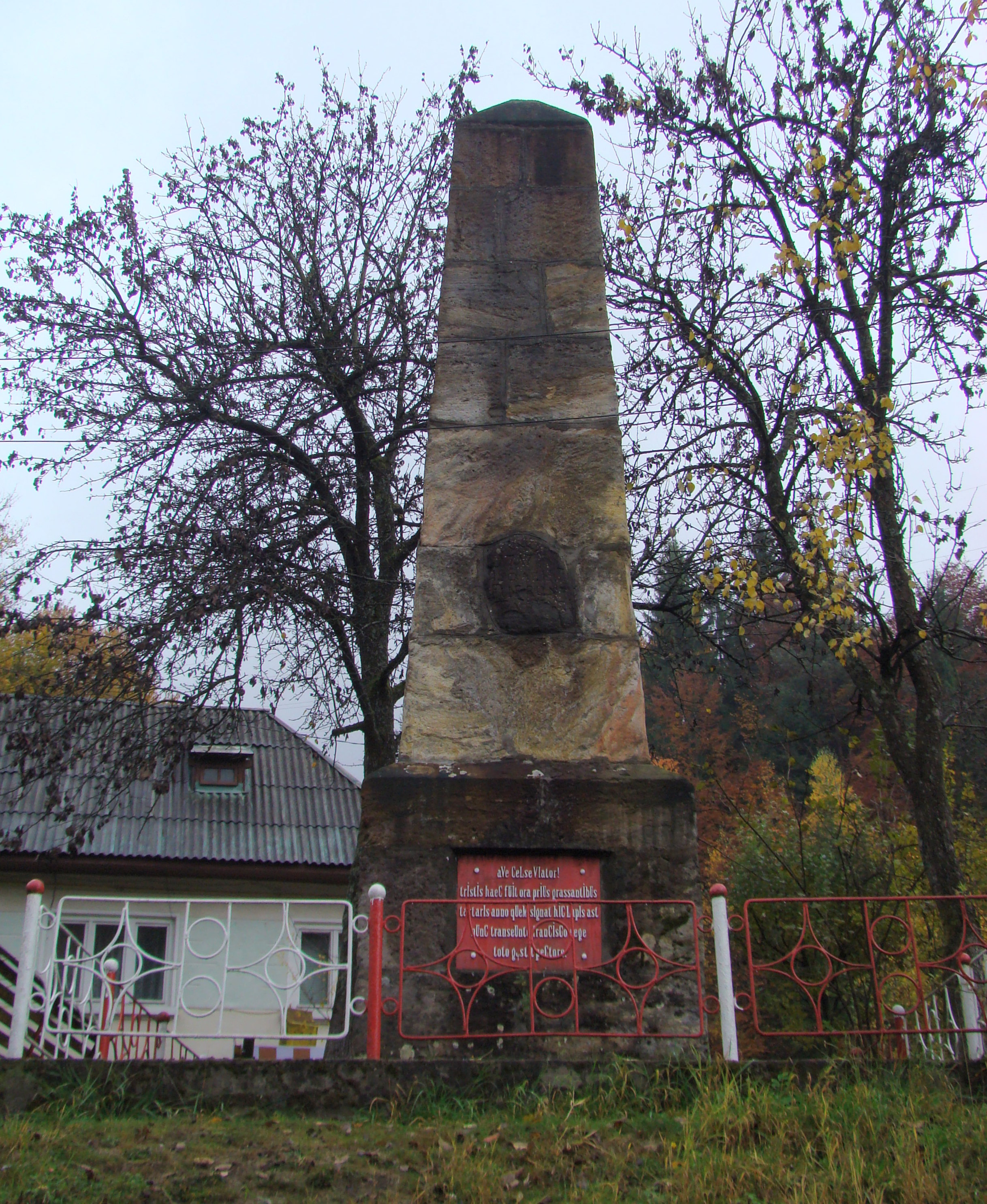
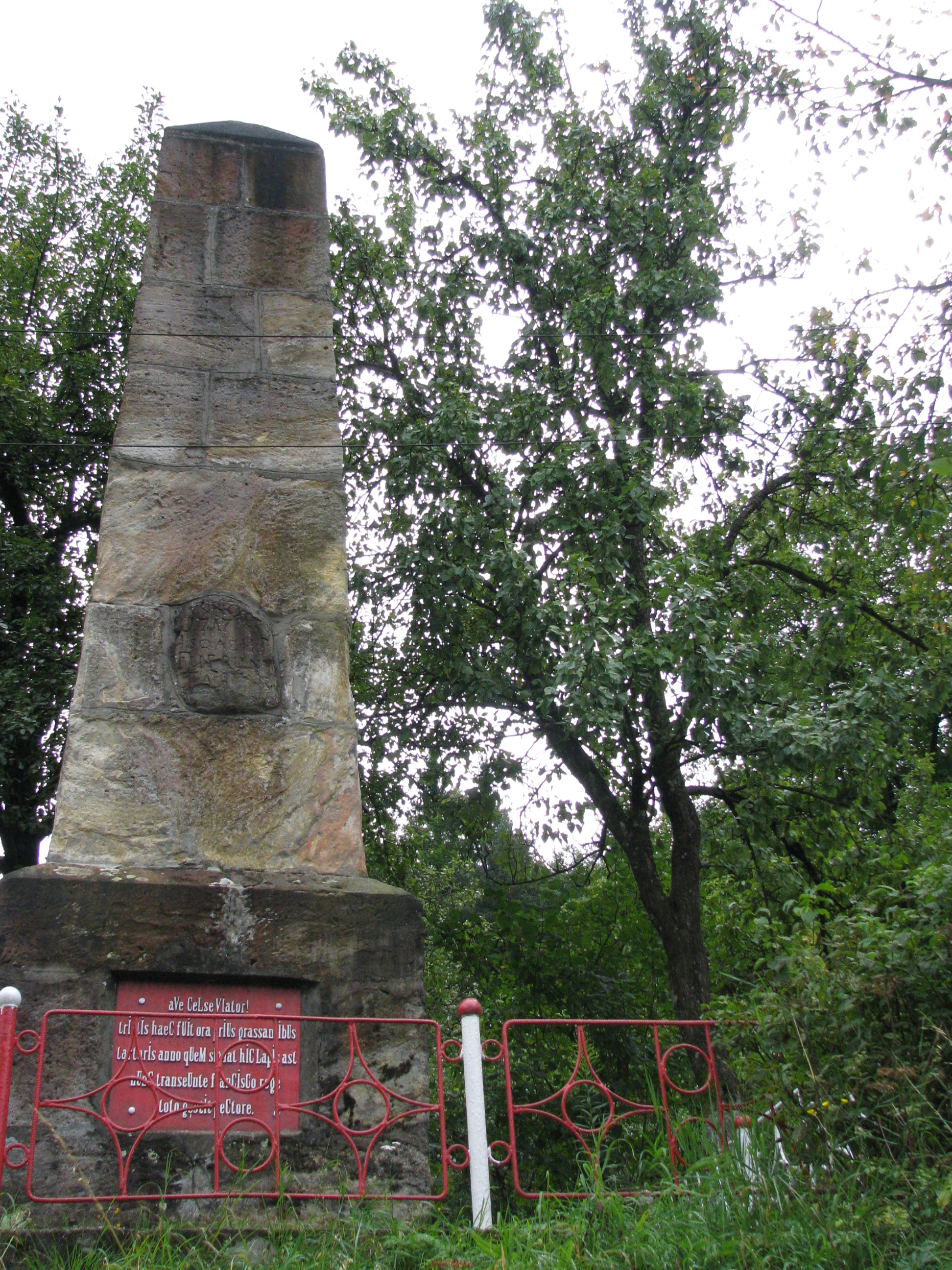
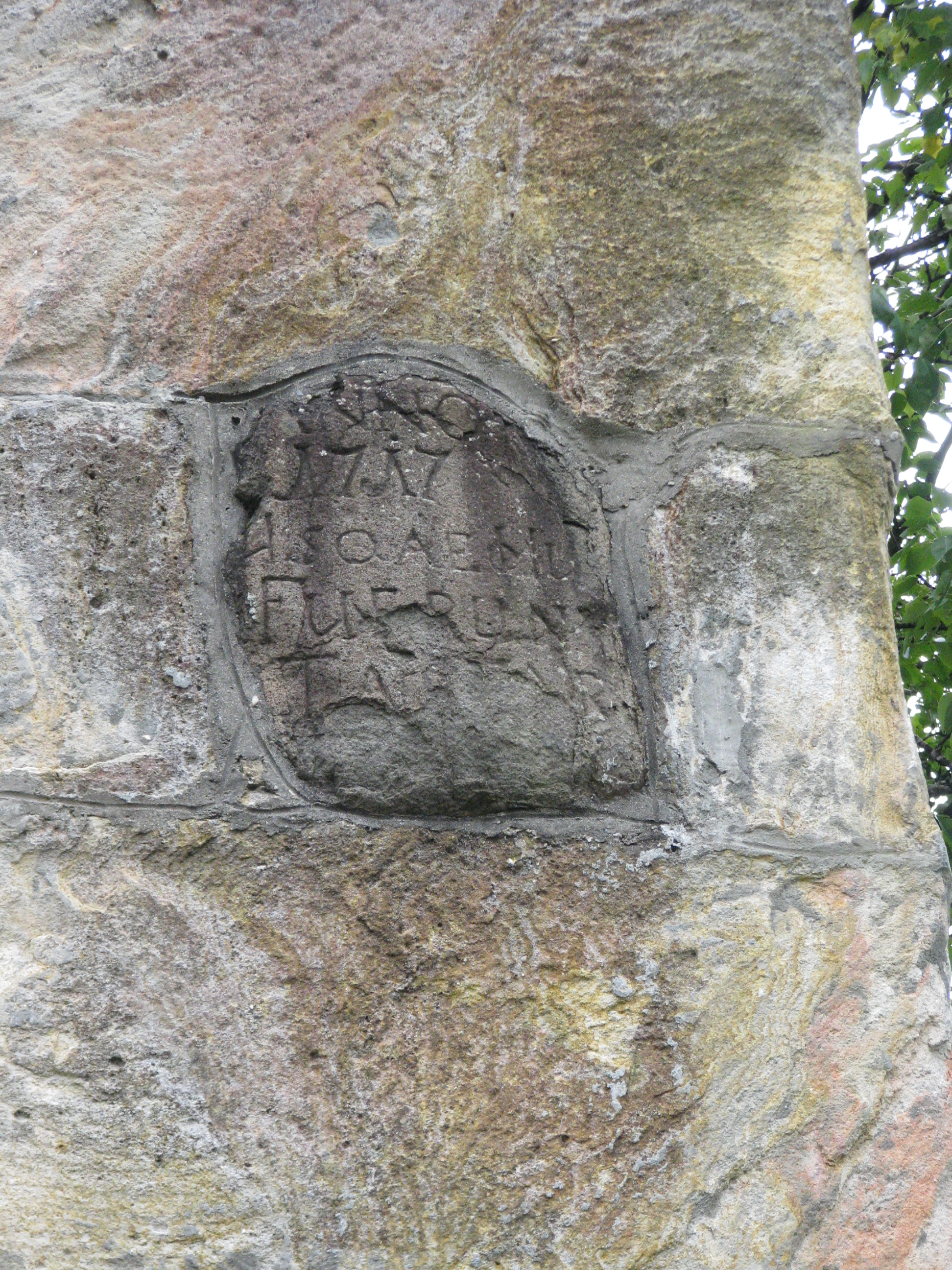
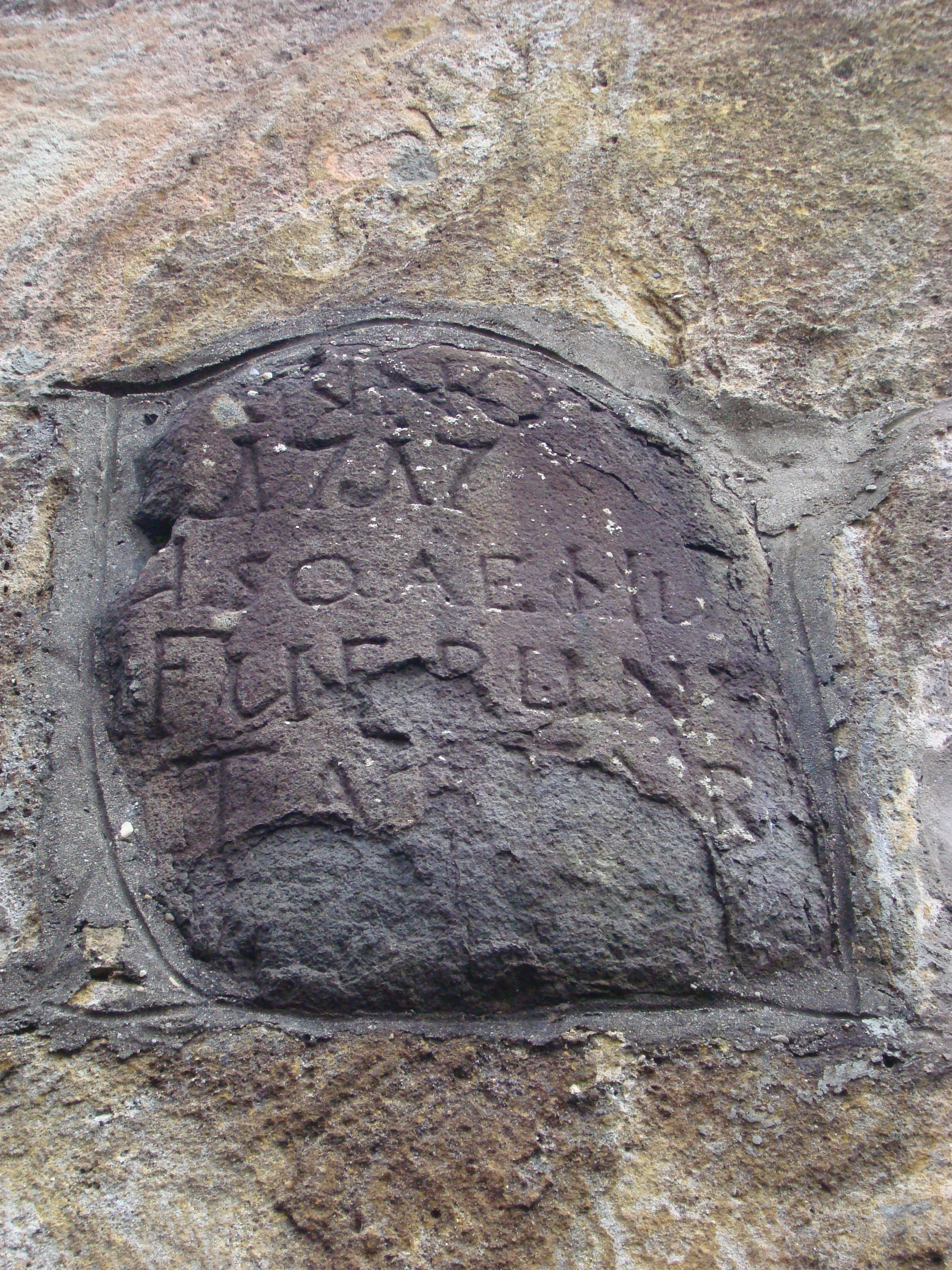
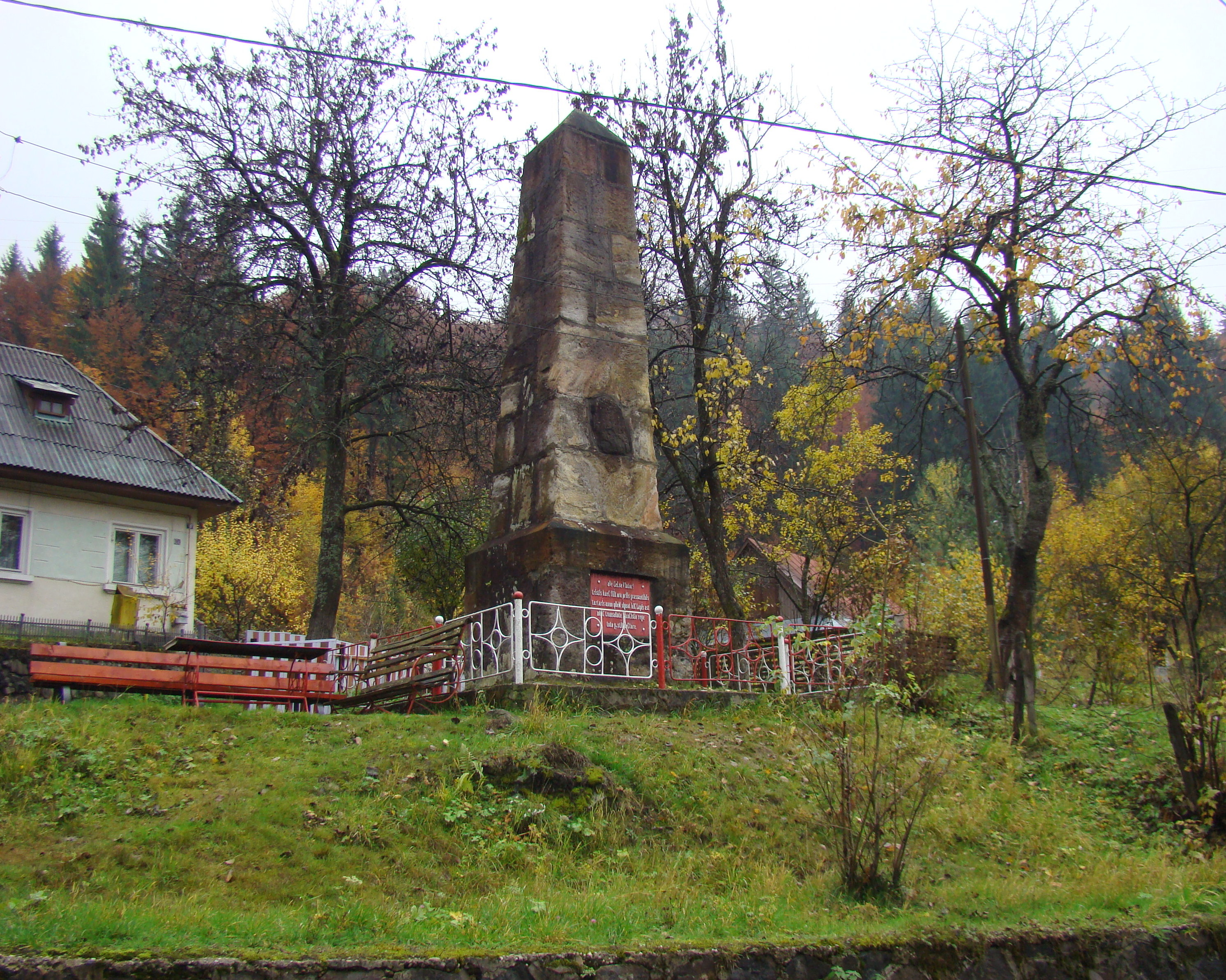